# Chorizanthe xanti
Chorizanthe xanti S.Watson – gatunek rośliny z rodziny rdestowatych (Polygonaceae Juss.). Występuje naturalnie w południowo-zachodnich Stanach Zjednoczonych – w Kalifornii. 

## Morfologia
PokrójRoślina jednoroczna lub bylina dorastająca do 5–30 m wysokości.
LiścieBlaszka liściowa liści odziomkowych jest omszona od spodu i ma kształt od owalnego do podłużnego. Mierzy 3–10 mm długości oraz 5–30 mm szerokości. Ogonek liściowy jest owłosiony i osiąga 10–30 mm długości.
KwiatyZebrane w wierzchotki jednoramienne, rozwijają się na szczytach pędów. Okwiat ma obły kształt i różową lub czerwoną barwę, mierzy do 4–6 mm długości.
OwoceNiełupki o soczewkowatym kształcie, osiągają 4–5 mm długości.

## Biologia i ekologia
Rośnie w lasach sosnowych, zaroślach oraz na łąkach. Występuje na wysokości do 1300 m n.p.m. Kwitnie od kwietnia do czerwca.